# زنبق آدریاتیک
زنبق آدریاتیک (نام علمی: Iris adriatica) نام یک گونه از سرده زنبق است.